# Cardston
Cardston es un pueblo canadiense situado en la provincia de Alberta.

## Superficie
Cardston tiene una superficie de 8,58 km².

## Demografía
En 2021, tenía 3724 habitantes, una densidad poblacional de 434,1 hab./km², y 1335 viviendas.